# Білоруська рада довіри

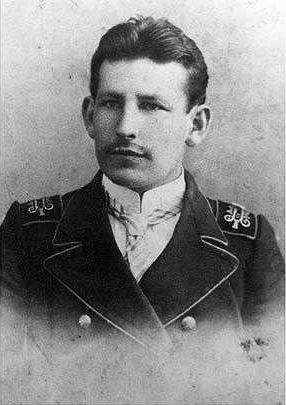
Вацлав Івановський, голова Білоруської ради довіри

Білоруська рада довіри (біл. Беларуская рада даверу, Biełaruskaja rada davieru) — дорадчий орган із представників білоруської громадськості при генеральному комісарі Білорусі на окупованій території у червні-липні 1943 року.
Створена 27 червня 1943 в місті Мінськ за ініціативою генерального комісара Білорусі Вільгельма Кубе з осіб, що співпрацювали з нацистами. У склад Ради увійшли 15 людей. Головою став відомий білоруський громадський діяч, професор Вацлав Івановський, а його заступником — політичний діяч Олександр Соболевський.
Основною метою Білоруської ради довіри був збір та опрацювання пропозицій і петицій окупаційному уряду, розглядалися методи боротьби з партизанами. Вона мала дорадчий голос на засіданнях генерального комісаріату «Білорусь». У 1943 році Рада збиралася двічі — 23 і 28 серпня.
До кінця 1943 року діяльність Ради довіри занепала. Радянськими партизанами були убиті Вацлав Івановський та Вільгельм Кубе. Отож, у грудні того ж року Білоруська рада довіри була реформована в Білоруську центральну раду.